# Dollar Corner
Dollar Corner és una concentració de població designada pel cens dels Estats Units a l'estat de Washington. Segons el cens del 2000 tenia 1.039 habitants.

## Demografia
Segons el cens del 2000, Dollar Corner tenia 1.039 habitants, 373 habitatges, i 299 famílies. La densitat de població era de 100,8 habitants per km².
Dels 373 habitatges en un 30% hi vivien nens de menys de 18 anys, en un 68,4% hi vivien parelles casades, en un 7,8% dones solteres, i en un 19,8% no eren unitats familiars. En el 15% dels habitatges hi vivien persones soles el 5,9% de les quals corresponia a persones de 65 anys o més que vivien soles. El nombre mitjà de persones vivint en cada habitatge era de 2,79 i el nombre mitjà de persones que vivien en cada família era de 3,09.
Per edats la població es repartia de la següent manera: un 26,8% tenia menys de 18 anys, un 5,8% entre 18 i 24, un 26,3% entre 25 i 44, un 28,3% de 45 a 60 i un 12,9% 65 anys o més.
L'edat mediana era de 40 anys. Per cada 100 dones de 18 o més anys hi havia 100,8 homes.
La renda mediana per habitatge era de 56.875 $ i la renda mediana per família de 58.090 $. Els homes tenien una renda mediana de 40.242 $ mentre que les dones 27.569 $. La renda per capita de la població era de 21.025 $. Aproximadament el 6,5% de les famílies i el 5,5% de la població estaven per davall del llindar de pobresa.

## Poblacions més properes
El següent diagrama mostra les poblacions més properes.